# Gole di Popoli
Le gole di Popoli o gole di Tremonti sono delle gole situate in Abruzzo in provincia di Pescara; raccordano la bassa Valle del Tirino con la Val Pescara. Sono anche note con il soprannome di chiave dei tre Abruzzi, in quanto, in passato, il loro territorio, per via della posizione centrale, costituiva un crocevia per raggiungere le province di Chieti, L'Aquila e Pescara, e connettere, tramite la rete stradale che le attraversa, l'Adriatico con il Tirreno.

## Descrizione
Dal punto di vista dell'asta fluviale del fiume Aterno, sono situate a valle delle gole di San Venanzio, che uniscono la bassa Valle dell'Aterno con la Valle Peligna, al confine tra il parco nazionale del Gran Sasso e Monti della Laga e il parco nazionale della Maiella e attraversate dai fiumi Tirino e Pescara.
La gola è attraversata dalla  Strada Statale 5 e dalla autostrada A25. All'interno della Gola è posto lo svincolo autostradale di Bussi - Popoli.